# 特里內灣
68°24′S 78°28′E / 68.400°S 78.467°E
特里內灣是南極洲的海灣，位於伊麗莎白公主地，處於韋斯特福爾山脈東北端，寬6公里，該海灣根據挪威探險隊拍攝的空中照片被繪入地圖。